# Encyosaccus sexmaculatus
Encyosaccus sexmaculatus es una especie de araña araneomorfa de la familia Araneidae. Es el único miembro del género monotípico Encyosaccus. Es originaria de la cuenca del Amazonas en Perú, Ecuador, Colombia y Brasil.